# Селихино
Селихино́ — село в Комсомольском районе Хабаровского края. Административный центр Селихинского сельского поселения.

## Население
| 1992 | 2002  | 2010  | 2011  | 2012  | 2021  |
| ---- | ----- | ----- | ----- | ----- | ----- |
| 3200 | ↗4865 | ↘4255 | ↗4288 | ↗4349 | ↘3624 |

## Улицы
| - ул. Берёзовая, - ул. Горького, - ул. Дачная, - ул. Деповская, - ул. Дубовая, - ул. Железнодорожная, | - ул. Заречная, - ул. Зелёная, - ул. Индивидуальная, - ул. Инженерная, - ул. Клубная, - ул. Клубничная, | - ул. Коммунистическая, - ул. Комсомольская, - ул. Кооперативная, - ул. Лесная, - ул. Луговая, - ул. Молодёжная, | - ул. Набережная, - ул. Новая, - ул. Озёрная, - ул. Пионерская, - ул. Садовая, - ул. Связи, | - ул. Северная, - ул. Совхозная, - ул. Строительная, - ул. Таёжная, - ул. Торговая, - ул. Трудовая. |

## Инфраструктура
В селе расположена железнодорожная станция Селихи́н.

## Транспорт
Через село проходят автобусные маршруты по автодороге Хабаровск — Селихино — Николаевск-на-Амуре, Комсомольск-на-Амуре — Селихино — Хабаровск. 